# Сіліштя-Ноуе
Сіліштя-Ноуе (рум. Siliștea Nouă) — село у повіті Сучава в Румунії. Адміністративно підпорядковане місту Долхаска.
Село розташоване на відстані 337 км на північ від Бухареста, 36 км на південний схід від Сучави, 78 км на північний захід від Ясс.

## Населення
За даними перепису населення 2002 року у селі проживали 728 осіб, усі — румуни. Усі жителі села рідною мовою назвали румунську.